# Fennellomyces linderi
Fennellomyces linderi är en svampart som först beskrevs av Hesselt. & Fennell, och fick sitt nu gällande namn av Benny & R.K. Benj. 1975. Fennellomyces linderi ingår i släktet Fennellomyces och familjen Syncephalastraceae.   Inga underarter finns listade i Catalogue of Life.